# المنجارة (بكيل المير)

تعديل مصدري - تعديل

المنجارة هي إحدى قرى عزلة فاس بمديرية بكيل المير التابعة لمحافظة حجة، بلغ تعداد سكانها 114 نسمة حسب تعداد اليمن لعام 2004.